# Stazione di Valeriano
La stazione di Valeriano è una stazione ferroviaria dismessa posta al km 24 della linea Gemona del Friuli-Casarsa al servizio dell'omonima frazione del comune di Pinzano al Tagliamento. Era l'unica della linea ad essere ubicata molto distante dal paese.

## Storia
La stazione venne aperta all'esercizio il 16 gennaio 1912 in concomitanza con l'apertura del tronco Spilimbergo-Pinzano della ferrovia Gemona del Friuli-Casarsa. Era compresa nel primo lotto della linea comprendente anche la stazione di Pinzano. Cinque anni dopo, dal 2 maggio 1917, la stazione venne ammessa al traffico merci a grande e piccola velocità ordinaria/accelerata, esclusivamente per l'autorità militare.
Venne soppressa a causa della chiusura del tronco Pinzano-Casarsa nel 1967 al traffico passeggeri e definitivamente nel 1987 al traffico merci.

## Strutture e impianti
Il fabbricato viaggiatori, pericolante e in stato di pesante abbandono, è stato abbattuto dalla Protezione Civile di Pinzano al Tagliamento a febbraio 2011. Questo si sviluppava su due piani, il primo aperto ai viaggiatori con locali per la biglietteria, il deposito bagagli, la sala d'aspetto, la lampisteria e l'atrio; il secondo era adibito, com'era tipico all'epoca, ad abitazione per il personale di stazione.
Vi era anche uno scalo merci provvisto di un tronchino di accesso lungo 235 m, di un piano caricatore, con una lunghezza di accosto di 30 m e un'area di 466 m², e di un magazzino con una lunghezza di accosto di 12 m e un'area di 94 m². All'impianto era annesso un passaggio a livello con annessa casa cantoniera.
Il piazzale binari era costituito da un binario di circolazione, quello della linea, dal suddetto binario di accesso allo scalo merci, da quattro deviatoi a mano posti tra i due (costituenti due comunicazioni) e da una sagoma limite di carico; era inoltre dotata di segnalamento di protezione.

## Servizi
La stazione disponeva di:
- Biglietteria a sportello
- Sala d'attesa
- Deposito bagagli con personale